# Pelekános (Kozáni)
Pelekános, en grec moderne : Πελεκάνος,  est un village du dème de Vóio, district régional de Kozáni, en Macédoine-Occidentale, Grèce.
Selon le recensement de 2011, la population du village compte 269 habitants.